# Gaspar de Borja y Velasco
Gaspar kardinál de Borja y Velasco (26. června 1580, Villalpando – 28. prosince 1645, Madrid) byl španělský římskokatolický duchovní, diplomat, politik, kardinál, který byl také místokrálem v Neapolsku.